# Oceamcire
Ochamchire este un oraș în Georgia.

## Orașe și comunități înfrățite
- Tighina , Moldova